# غرانت سيلكوك
غرانت سيلكوك (بالإنجليزية: Grant Silcock)‏ مواليد 21 مايو 1975، هو لاعب كرة مضرب أسترالي سابق وكان يلعب باليد اليمنى. أعلى تصنيف له في الزوجي كان المركز الـ 89 في سنة 2002.

## النهائيات

### الزوجي: 1 (1–0)
| الحصيلة | الرقم | السنة | الدورة    | الأرضية | الشريك        | المنافس في النهائي       | النتيجة في النهائي |
| ------- | ----- | ----- | --------- | ------- | ------------- | ------------------------ | ------------------ |
| الفوز   | 1.    | 1999  | هونغ كونغ | صلبة    | جيمس جرينهالغ | أندريه أغاسي ديفيد ويتون | فوز سهل            |

## روابط خارجية
- غرانت سيلكوك على موقع رابطة محترفي التنس (الإنجليزية)
- غرانت سيلكوك على موقع الاتحاد الدولي لكرة المضرب (الإنجليزية)
- غرانت سيلكوك على موقع خلاصة التنس.كوم (الإنجليزية)